# ディータル・シュルーター
ディータル・シュルーター（Dieter Schlüter、1931年3月19日 - ）はドイツの技術者で商業的な最初の無線操縦ヘリコプターの設計と製作で知られる。
1969年末に、世界で初めて、遠隔操作による模型ヘリコプターの飛行に成功した。1970年6月に、初めて11.5km、28分間の飛行による世界記録を樹立した。部品や同等品の販売の要請に応じる為に自由業としての自動車の専門家から趣味の模型に仕事の軸足を移した。1971年末に彼は300近いヘリコプターのキットを販売して、さらに約500の注文を受けた。注文に応じるためにニュルンベルクにHEGI社を設立して製造と販売のライセンスをドイツを拠点とするグラウプナー社と日本のカルト産業に与えた。1974年に彼は模型製作のメーカーとしてのみ活動することを決意した。"シュルーターヘリコプター模型"をMuhlheimに設立して小売を世界中に向けて行った。1975年から1981年まで船舶や飛行機や主流ではない無線操縦における技術的な開発を含むヘリコプター以外の無線操縦模型の設計を行った。これらはヘリコプターの分野で知られる革命的な物ではなかった。
1986年に彼は会社を売却して3年間設計者とコンサルタントとして過ごした。この目的の為に彼はWiesbadenに現在でも存在する"設計と書類の為の研究所"を設立した。
その他にジュニア50、スカウト60、マジックの模型と同様に幅広い技術的な装置に携わった。
産業用のヘリコプターの製造と販売は後にWiesbadenで行われ、"航空技術ヘリコプター有限会社"は1997年にUwe Welterによって買収された。シュルーターは現在Wiesbadenの技術事務所に居て模型ヘリコプターと付属品以外の商売を行う。プレジャーボートやヨットと同様に歩道橋の開発も行った。

## 著書
- Dieter Schlüter: Hubschrauber ferngesteuert. 14. Auflage. Neckar-Verlag, Villingen-Schwenningen 2007, ISBN 3-7883-3126-7 (Das Standardwerk des Erfinders des Modellhubschraubers).
- Dieter Schlüter: Die Geschichte des Modellhubschraubers und andere Erinnerungen. Neckar-Verlag, Villingen-Schwenningen 2007, ISBN 978-3-7883-0695-3 (Modell-Spezial), (Die Lebensgeschichte vom „Vater des Modellhubschraubers“).